# Roňavská brána
Roňavská brána je geomorfologický útvar a zároveň geomorfologická podsestava Zemplínských vrchů.
Nachází se v jihozápadní části okresu Trebišov a odděluje slovenskou a maďarskou část pohoří. Sníženinou protéká řeka Roňava, vytvářející na tomto úseku státní hranici s Maďarskem.